# Jorge Griffa
Jorge Bernardo Griffa Monferoni (Casilda, 7 september 1935 – Rosario, 15 januari 2024) was een Argentijns voetballer.
Griffa begon zijn carrière bij Newell's Old Boys. In 1959 werd hij opgeroepen voor het nationale elftal en won met hen het Zuid-Amerikaans kampioenschap. Datzelfde jaar maakte hij ook de overstap naar het Spaanse Atlético Madrid. In deze tijd betekende dit ook dat hij niet meer voor het nationale elftal mocht uitkomen omdat men verlangde dat de spelers daarvan in eigen land zouden spelen. Na tien jaar bij Atlético en één landstitel sloot hij zijn carrière af bij RCD Espanyol uit Barcelona.
Griffa overleed op 15 januari 2024 op 88-jarige leeftijd.